# Wolimierz
Wolimierz (německy Volkersdorf) je vesnice v Polsku. Leží v Dolnoslezském vojvodství, okres Lubáň, gmina Leśna. Nejbližším městem je Mirsk. Po skončení 2. světové války muselo Německo přenechat tuto část Lužice Polsku, vesnice byla přejmenována a místní obyvatelé, pokud se nejednalo o Poláky, museli své usedlosti opustit.

## Historie

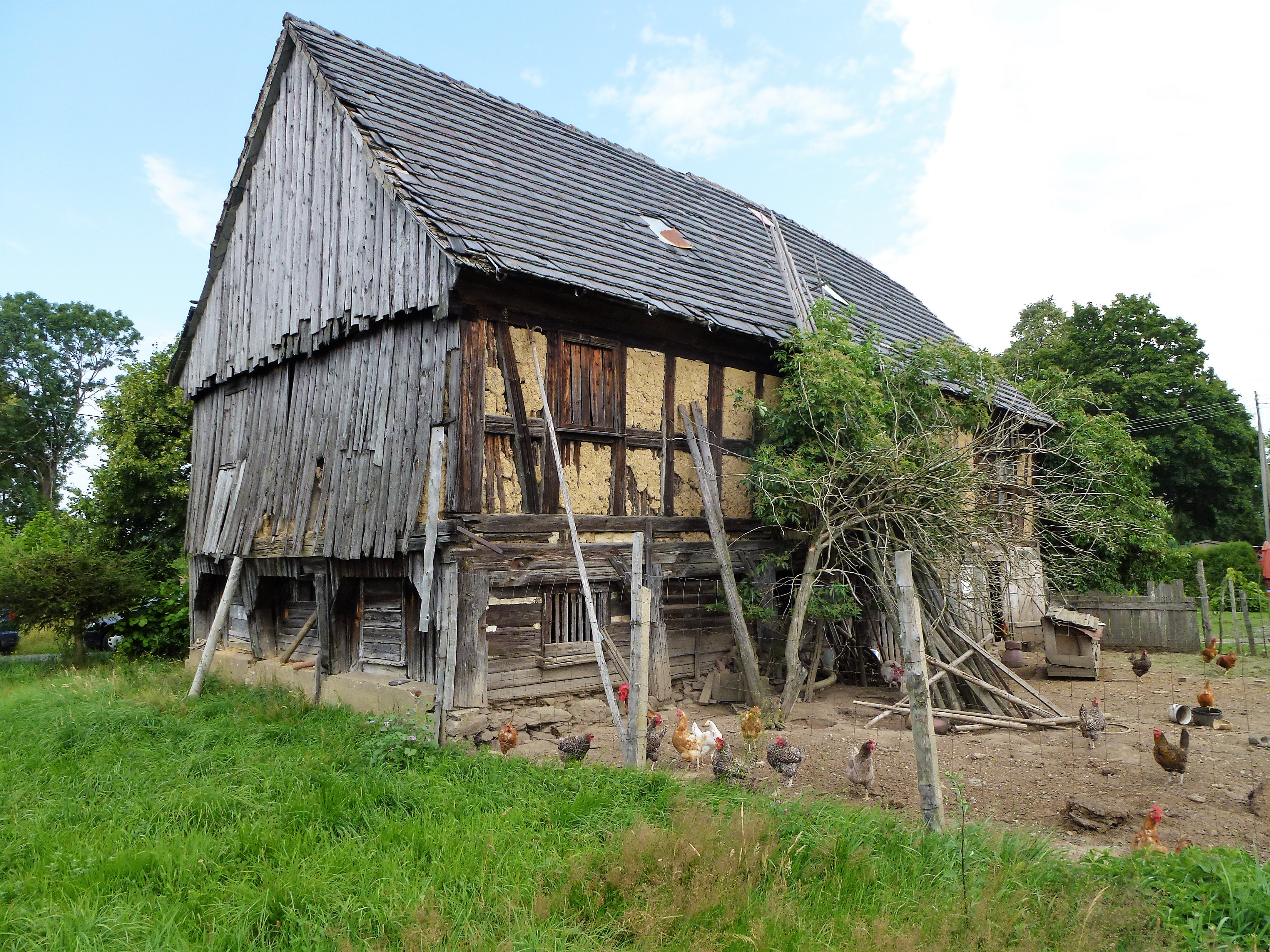
„Konfiskovaný“ majetek, Wolimierz

Obec byla založena českými a slezskými exulanty v roce 1654 na lukách u mlýna Gottfrieda Volkertse. V září 1660 byla nová kolonie přifařena k Meffersdorfu (Pobiedna). Povolení ke stavbě vlastního kostela získal Daniel von Loeben (vrchnost) dne 22.5.1663 a kostel této nové kolonie byl dostavěn v roce 1668. V té době stálo ve Volkersdorfu 40 domů. Samostatnou farností se místo stalo v roce 1671 a v roce 1713 byl kostel podstatně rozšířen, protože byl zároveň hojně navštěvován tajnými stoupenci zakázané víry z rekatolizovaného území habsburské monarchie. V roce 1677 byla v těsné blízkosti Volkersdorfu založena na vřesovišti další exulantská kolonie Neu-Volkersdorf. V roce 1682 se o vydání svých uprchlých poddaných z Rokytnicka a Jilemnicka hlásila ovdovělá Anna Františka Harantová.